# Massimo Martelli
Massimo Martelli (Bologna, 27 giugno 1957) è un autore televisivo e regista italiano.

## Biografia
Nasce a Bologna. Studia al DAMS dove partecipa al corso di sceneggiatura Suso Cecchi D’Amico. Ha collaborato come critico a varie riviste di critica cinematografica e musicali. Lavora come autore di testi comici per diversi artisti (tra gli altri Gemelli Ruggeri, Vito, Patrizio Roversi, Syusy Blady, Fabio Fazio, Teo Teocoli, Dario Vergassola, Diego Abatantuono, Stefano Nosei, Roberto Citran, Sabina Guzzanti, Francesco Paolantoni, Giobbe Covatta, Enzo Iacchetti, Stefano Sarcinelli).
Nel 1993 dirige il film mediometraggio Per non dimenticare sulla strage di Bologna del 1980, che vince il premio FIPA di Cannes 1994. Dai primi anni novanta alterna le regie di film tv (Il caso Redoli, Un giorno fortunato, Love Bugs...) a film per il cinema (Pole pole, Muzungu, Il segreto del successo, Bar Sport).
Fa inoltre parte del gruppo di autori delle quattro edizioni del Festival di Sanremo condotte da Fazio (1999, 2000, 2013, 2014) e di numerosi programmi, tra gli altri: Scherzi a parte (dieci edizioni); La stangata con Lorella Cuccarini e Enzo Iacchetti; La piscina con Alba Parietti; Improvvisando, con Gianfranco Funari e Fabio Fazio; Anima mia con Fabio Fazio e Claudio Baglioni; L'ultimo valzer con Fabio Fazio e Claudio Baglioni; Scirocco con Enrico Lucci; Mixer; Mixer Musica; Colorado Cafè (2004 due edizioni, 2005, 2006); Lupo solitario; Matrioska; L'araba fenice; Canta e vinci con Amadeus e Checco Zalone; Sanremo Giovani (quattro edizioni); Sportacus con Enzo Iacchetti, Giobbe Covatta, Francesco Paolantoni; Banane con Fabio Fazio, Daniele Luttazzi, Paolo Rossi, Angela Finocchiaro, Enzo Iacchetti; T'amo Tv con Fabio Fazio e Daniele Luttazzi; Un due tre stella con Sabina Guzzanti; Che tempo che fa; Che fuori tempo che fa; Nemicamatissima; Concertone Primo Maggio (2017, 2018, 2019); Modena Park Vasco Rossi (2017) con Paolo Bonolis; 1, 2, 3... Fiorella con Fiorella Mannoia; Sanremo 2018, con Claudio Baglioni, Michelle Hunziker e Pierfrancesco Favino; Ossigeno con Manuel Agnelli (2018 e 2019); Kilimangiaro: ogni cosa è illuminata (2018 e 2019); Premio Campiello 2019 Rai5 con Andrea Delogi, Le rane di Ficarra e Picone; Al centro con Claudio Baglioni; Ecco Sanremo 2018, con Luca Barbarossa; Sanremo giovani 2018 con Baudo e Rovazzi; Sanremo 2019 con Claudio Baglioni, Virginia Raffaele, Claudio Bisio, Le Parole con Massimo Gramellini (rai3), Radio 2 Social Club 2019/2020/2021/2022/2023/2024 con Luca Barbarossa e Andrea Perroni, Sanremo Giovani 2019 con Amadeus, Sanremo 2020 con Amadeus e Fiorello, Premio Campiello 2019/2020/2021/2022/2023,  La notte della Taranta 2020 con Sergio Rubini, Lui è peggio di me 2021 con Giorgio Panariello, Marco Giallini, Magazzini Musicali 2021, Premio Campiello 2021 Rai 5 con Andrea Delogu e Lodo Guenzi, 60-70-80 Rai 1 con Amadeus, Sanremo 2021 con Amadeus e Fiorello, La versione di Fiorella Rai 3 con Fiorella Mannoia, Sanremo Giovani 2021 Rai1 con Amadeus, Sanremo 2022 con Amadeus, Fiorello, Checco Zalone, Sabrina Ferilli, Porto Rubino 2022 Rai2 con R.Rubino, Diodato, D.Silvestri, Drusilla For, La notte della Taranta 2022 Rai 1 con Madame G.Castaldo M. Mengoni Elodie, Premio Campiello 2022 Rai 5 con Francesca Fialdini Lodo Guenzi e Diodato, Arena Verona 60 70 80 e 90 2022 Rai 1 con Amadeus, La Notte della Taranta 2023 con Fiorella Mannoia, Tocca a noi Rai 2 con La rappresentante di Lista e Gianni Morandi (2023), Sanremo Giovani 2023, Sanremo 2024, Fiorella Mannoia a Caracalla Rai 1 (2023/2024), Radio 2 Social Club  Rai 2 con Luca Barbarossa, Ema Stockolma (2025), Premio Campiello 2022/2023/2024 con Francesca Fialdini e Lodo Guenzi, Playlist con Gabriele Vagnato e Federica Gentile Rai 2 (2025), Riserva indiana con Stefano Massini Rai 2 3 edizioni 2024/2025

## Filmografia

### Cinema
- Per non dimenticare (1992)
- Pole pole (1996)
- Muzungu (1999)
- Il segreto del successo (2003)
- Bar Sport (2011)

### Televisione
- Il caso Redoli (1996)
- Un giorno fortunato (1997)
- Love Bugs  - serie TV (2004-2007)
- Medici miei (2008)
- All Stars - serie TV (2010)

### Teatro
- L'assassino
- Mangia e bevi che la vita è un lampo
- Stalingrad Cafè
- Dottor Jeckyl e Barry White
- Una notte all'opera
- Poesiando
- A volte ritornano